# Cheap Ass Weave
Cheap Ass Weave è il primo singolo ufficiale della rapper statunitense Cardi B pubblicato il 15 dicembre 2015.

## Descrizione
Cheap Ass Weave è il primo singolo ufficiale della rapper, pubblicato dall'etichetta discografica KSR Music Group in collaborazione con la Renel Jolly. Il singolo interpola Queen’s Speech 4 di Lady Leshurr. È stato pubblicato durante l'inizio della sesta stagione del reality Love & Hip Hop: New York di cui faceva parte.

## Video musicale
Il videoclip è stato pubblicato in concomitanza con l'uscita del brano. Cardi interpreta diversi ruoli nel video, che racconta la storia di un'eccentrica receptionist che controlla numerosi clienti che necessitano di servizi di estetica.

## Tracce
Testi e musiche di Belacalis Almánzar, Zdot, Krunchie.
1. Cheap Ass Weave – 2:48